# Finnországi számi parlament
A finnországi számi parlament (finnül Saamelaiskäräjät, északi számiul Sámediggi, inari számiul Sämitigge, kolta számiul Sää´mte´ǧǧ) a számi nép képviseleti testülete Finnországban. A parlamentnek 21 választott tagja van. A finnországi számi parlament székhelye Inariban van.

## Története
1973. november 9-én született meg az a törvény, ami lehetővé tette a finnországi számi parlament megalapítását. A parlament eredeti elnevezése az északi számi Sámi parlameanta (Számi Parlament) volt. Martti Ahtisaari 1995. július 17-én bocsátotta ki a Számi Parlament-törvényét (A Számi Parlament-törvény), ami 1995. december 22-én lett deklarálva és ezek után 1996. március 2-án a számi parlament hivatalos neve Sámediggi lett.

## A Finnországi Számi Parlament elnökei
- Pekka Aikio - 1996–2008
- Klemetti Näkkäläjärvi 2008-tól

## A Finnországi Számi Parlament képviselői

### 2003-2007
| - Pekka Aikio - Maria Sofia Aikio - Pekka Fofonoff - Raimo Esa Guttorm - Osmo Hirvasvuopio - Jouni Ilmari Jomppanen - Antti Katekeetta - Erkki Lumisalmi - Petra Magga - Risten-Rauna Magga - Matti Morottaja | - Minna Mäkitalo - Anne Nuorgam - Pekka Pekkala - Anu Pietikäinen - Oula Sara - Irja Seurujärvi-Kari - Väinö Seurujärvi - Nilla Tapiola - Aarne Turunen - Nils-Henrik Valkeapää |

### 2008-2011
| - Heikki Klemetti Näkkäläjärvi - Tuomas Aslak Juuso - Risten Rauna Magga - Erkki Lumisalmi - Pekka Pekkala - Anu Pietikäinen - Asko Länsman - Anne Nuorgam - Nilla Tapiola - Pekka Aikio - Petra Magga | - Rauni Äärelä - Jan Henrik Saijets - Liisa Holmberg - Irja Seurujärvi-Kari - Veikko Guttorm - Heidi Eriksen - Maria Sofia Aikio - Heikki Paltto - Veikko Porsanger - Jouni Ilmari Jomppanen |

## Külső hivatkozások
- A finnországi számi parlament honlapja

## Lásd még
- Norvégiai számi parlament
- Svédországi számi parlament